# Verbascum salisburgense
Verbascum salisburgense är en flenörtsväxtart som beskrevs av Karl Fritsch. Verbascum salisburgense ingår i släktet kungsljus, och familjen flenörtsväxter. Inga underarter finns listade i Catalogue of Life.